# Robert-François Damiens
Robert-François Damiens   (La Thieuloye, 9 de gener de 1715 - París, 28 de març de 1757) fou un treballador domèstic condemnat per la justícia per haver intentat assassinar el rei Lluís XV. Va ser l'última persona a França a ser sotmesa a un esquarterament, una tortura reservada als regicides sota l'Antic Règim.

## Biografia
Robert François Damiens provenia d'una família nombrosa d'Artois i era el vuitè de deu fills. El seu pare, un pagès arruïnat en gestionar inadequadament les seves terres, es va convertir en treballador agrícola a jornal i després a guàrdia de presons. La seva mare va morir quan Robert tenia setze anys; llavors va ser criat per un oncle a Bethune. Va ser un nen turbulent, al qual els seus germans i germanes anomenaven "Robert el Diable".
Contràriament al que assegurava Voltaire, Damiens no va ser mai soldat, però va servir un soldat que havia seguit al Sant Imperi durant el setge de Philippsburg de 1734. Traumatitzat per l'experiència, va esdevenir un criat al Liceu Louis-le-Grand, un col·legi jesuïta situat de París. En casar-se va haver d'abandonar l'establiment, perquè la norma imposava el celibat als lacais. Després va servir com a servidor de molts consellers del Parlament de París, entre ells al comte de La Bourdonnais i a Bèze de Lys, que eren dels més virulents contra el rei.
Damiens era alt, esvelt i de cabell fosc. Tenia el nas aquilí i la cara marcada de verola. Amb la seva dona, una cuinera, i la seva única filla, una aprenenta de costurera, va formar una família unida i va tractar, al llarg de les seves feines, de no allunyar-se'n gaire. Passava molt de temps al Palau de Justícia de París, consultant notícies i fent de missatger per alguns magistrats, o fent de delator de la policia. En aquells temps de conflicte entre el Parlament i el rei, Damiens va viure al cor de l'oposició parlamentària. Amb una fervent pietat, mantenia exaltats discursos religiosos, sobretot quan es trobava begut.
El juliol de 1756 es va refugiar amb la seva família a Arras després d'haver robat 240 lluïsos al seu darrer senyor.

### L'atac
El dimecres 5 de gener de 1757, Lluís XV va visitar la seva filla Victòria Lluïsa al palau de Versalles. Damiens va llogar una espasa i un barret en una botiga de la plaça d'armes davant del palau, entrant-hi posteriorment entre els milers de persones que intentaven obtenir una audiència reial. Cap a les 6 de la tarda, quan ja era fosc, Lluís XV va pujar a la seva carrossa. Damiens, trencant la bardissa dels guàrdies, va colpejar el rei i va fugir. Lluís XV va creure en un primer moment que havia sofert un cop de puny, però va veure més tard que sagnava pel costat. El Delfí i els seus servidors van prendre Damiens i el van lliurar als guàrdies, mentre el rei cridava: "que sigui detingut, tanmateix que no se li faci mal!". El rei va tornar a les seves habitacions i, creient-se morint, va demanar un confessor i l'extremunció.
L'arma homicida era una navalla amb dues fulles retràctils, comprat en una ferreteria i que es va trobar a la butxaca de Damiens. La que va colpejar el rei feia 8,1 cm. La lesió, situada al costat dret, es trobava entre la quarta i la cinquena costelles. Les nombroses capes de roba, especialment de seda i vellut, necessàries per al dur hivern francès, van esmorteir la força del cop. El primer cirurgià del rei, Germain Pichault de La Martinière, va examinar la ferida i va arribar a la conclusió que cap òrgan havia estat afectat. Es tractava, doncs, d'una lesió lleu, llevat que la fulla hagués estat enverinada prèviament, que no era el cas. El rei, però, va romandre enclaustrat a les seves habitacions durant deu dies. Impopular des de feia una dècada, estava disposat a canviar d'actitud mostrant més devoció, renunciant a les seves amants i preparant el Delfí per a la seva successió. Preguntat Damiens sobre l'existència de còmplices va exclamar: "no, per la meva ànima, juro que no!".
Damiens, mentre els guàrdies li pessigaven els peus amb unes tenalles escalfades al foc, va exclamar: "aneu amb compte amb el Delfí!" per aturar la tortura. El guardià dels segells, Jean-Baptiste de Machaut d'Arnouville, va arribar poc després, ordenant posar al foc un gran feix de llenya per llançar al detingut a sobre. Aquesta tortura va ser interrompuda en arribar el grand Prévôt de l'Hôtel del rei, que es va fa càrrec del presoner.

### Instrucció

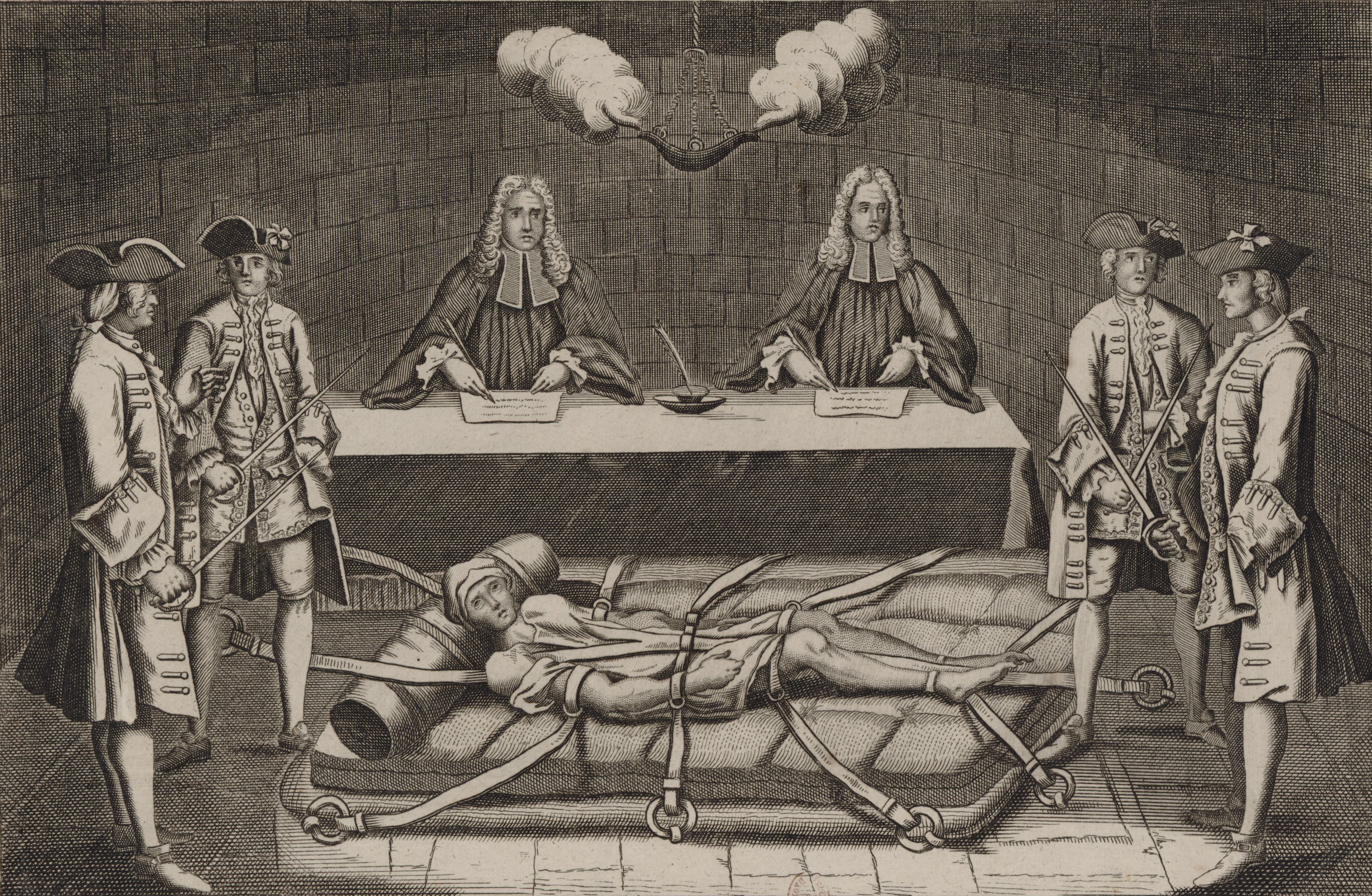
Robert François Damiens davant els seus jutges.

A París hi havia una gran agitació. S'acusava els anglesos del regicidi, més tard els jesuïtes o els jansenistes actius en els cercles parlamentaris. Lluís XV va declarar immediatament perdonava el seu agressor. Ell, sens dubte, hauria preferit una condemna simbòlica per una lesió lleu, però aquest tipus de decisió no era responsabilitat seva. Legalment, el crim de Damiens recau en el Prévôt de l'Hôtel del rei, encarregat de la policia a les residències reials. Les negociacions secretes entre el Parlament de París i el rei va permetre que aquest fos el responsable final de la investigació, dirigida en el major dels secrets.

El 15 de gener, cartes patents van ordenar que Damiens fos jutjat per la Gran Cambra del Parlament, en lloc de a La Tournelle, la sala ordinària de les audiències penals. L'acusació és de regicidi. Lluís XV va indicar en el preàmbul:
| « | Els sentiments de religió amb què estem imbuïts i els moviments del nostre cor ens van portar a la clemència. Però els nostres pobles, a qui la nostra vida no pertany menys que a nosaltres mateixos, demanen a la nostra justícia la venjança d'un crim comès contra els dies que volem guardar per la seva bondat. | » |

### La tortura, el judici, la condemna
La nit del 17 al 18 de gener, Damiens va ser traslladat de Versalles a la Conciergerie de París, on el regicida François Ravaillac havia estat empresonat. Damoens va ser torturat, lligat al seu llit per un conjunt de corretges de cuir que subjectaven cadascú dels seus membres, lligades les corretges a anelles clavades a terra. De totes maneres, els dos metges que vetllaven per la seva salut van aconseguir que els magistrats li permetessin moure's per la seva habitació i caminar cada dia.
Mentre els magistrats instructors interrogaven el presoner en el màxim secret, mantenint tots els seus familiars detinguts i incomunicats, el judici va començar a la Gran Sala el 12 de febrer.
Es va fer deu audiències, durant les quals Damiens només va ser escoltat el 26 de març de 1757. Assetjat per preguntes formulades en forma negativa ("si no és cert que va dir això...", o "si no va dir això...") que no li permetien expressar-se clarament,
va aconseguir dir: "si no hagués entrat mai als vestíbuls del palau, i hagués servit només a la gent d'espasa, jo no estaria aquí".
Damiens va ser condemnat per regicidi a "demanar perdó davant la porta principal de l'església de París", on hauria de ser "conduït en un carro nu, en camisa, sostenint una torxa de dos lliures de cera ardent" i llavors "en aquest carro, a la plaça de Grève, i en un cadafal que s'hi aixecarà, lligat pels pits, els braços, les cuixes i les cames, sostenint-hi a la mà dreta el ganivet amb el qual va cometre el dit regicidi, serà cremat en foc de sofre, i als llocs on serà pessigat, llençat plom fos, oli rogent, brea de resina ardent, cera fosa i sofre i després el seu cos estirat i desmembrat a quatre cavalls i els seus membres i el cos consumits en el foc, reduïts a cendres i les seves cendres llançades al vent".
El dia 28 de març de 1757 es va executar la sentència, en condicions especialment atroces. Els setze botxins d'arreu de França, sense cap pràctica real d'aquest tipus de tortures, van lligar quatre cavalls dirigits per genets ebris, probablement per les necessitats de la causa. Un nombrós públic va assistir a aquest espectacle; els balcons de les cases de la plaça de Grève es llogaven per fins a 100 lliures (un home es va defenestrar per accident, matant dues persones en caure). Els executors, horroritzats, només aconsegueixen la seva tasca després de seixanta intents. Efectivament, l'home és de constitució extremadament robusta, i la tortura dura dues hores i quart, que s'hauria pogut rebaixar sense la prohibició dels jutges de tallar primer els tendons de les extremitats per facilitar-ne l'esquinçament; finalment van acabar obtenint l'autorització, prèvia consulta als metges, quan ja s'acabava el dia. La mort de Damiens va arribar de nit, amb el desmembrament del braç dret, l'últim membre. Una imatge que perseguirà el jove botxí Charles-Henri Sanson, aleshores de només divuit anys, encarregat d'ajudar el seu oncle Nicolas-Charles-Gabriel Sanson. Charles-Henri no va poder complir aquesta tasca fins al final, mentre que el seu oncle va cessar definitivament la seva activitat després d'aquesta execució.
Després de la seva mort, la casa on va néixer va ser arrasada amb la prohibició de reconstruir-la. La seva dona, la seva filla i el seu pare van ser desterrats del regne, sota pena de mort immediata en cas de retorn (el rei, per clemència, però, els va concedir una gran pensió per estalviar-los la pobresa), i la resta de la seva família es va veure obligada a canviar de nom. No obstat això, diverses branques de la família van reprendre el nom de Damiens durant la Revolució Francesa.